# Indcar
Indcar — це торгова назва Industrial Carrocera Arbuciense SA, іспанського виробника кузовів, що спеціалізується на виготовленні кузовів міні- та середнього класу в основному для фургонів Mercedes-Benz, Iveco та Man і шасі вантажівок (хоча іноді також використовуються фургони інших виробників). Їхня продукція продається по всій Західній Європі.
Компанію було засновано в 1888 році Франсеском Керальтом Рока в Арбусієсі, селі в окрузі Сельва провінції Жирона, Каталонія, Іспанія. Перевага цього маленького містечка була в тому, що воно перебувало посеред густого лісу («Сельва» каталонською означає «ліс»), що було корисно, оскільки кузови на той час виготовлялися з дерева. Це був перший з кількох кохбілдерів, які базувалися в Арбусієсі; пізніше за ним слідуватимуть аяти, Беулас, Ноге та Боарі.
У 2013 році компанія Indcar відкрила новий виробничий завод у місті Преймер, Румунія, де виробляються моделі Strada та Mobi.

## Продукти

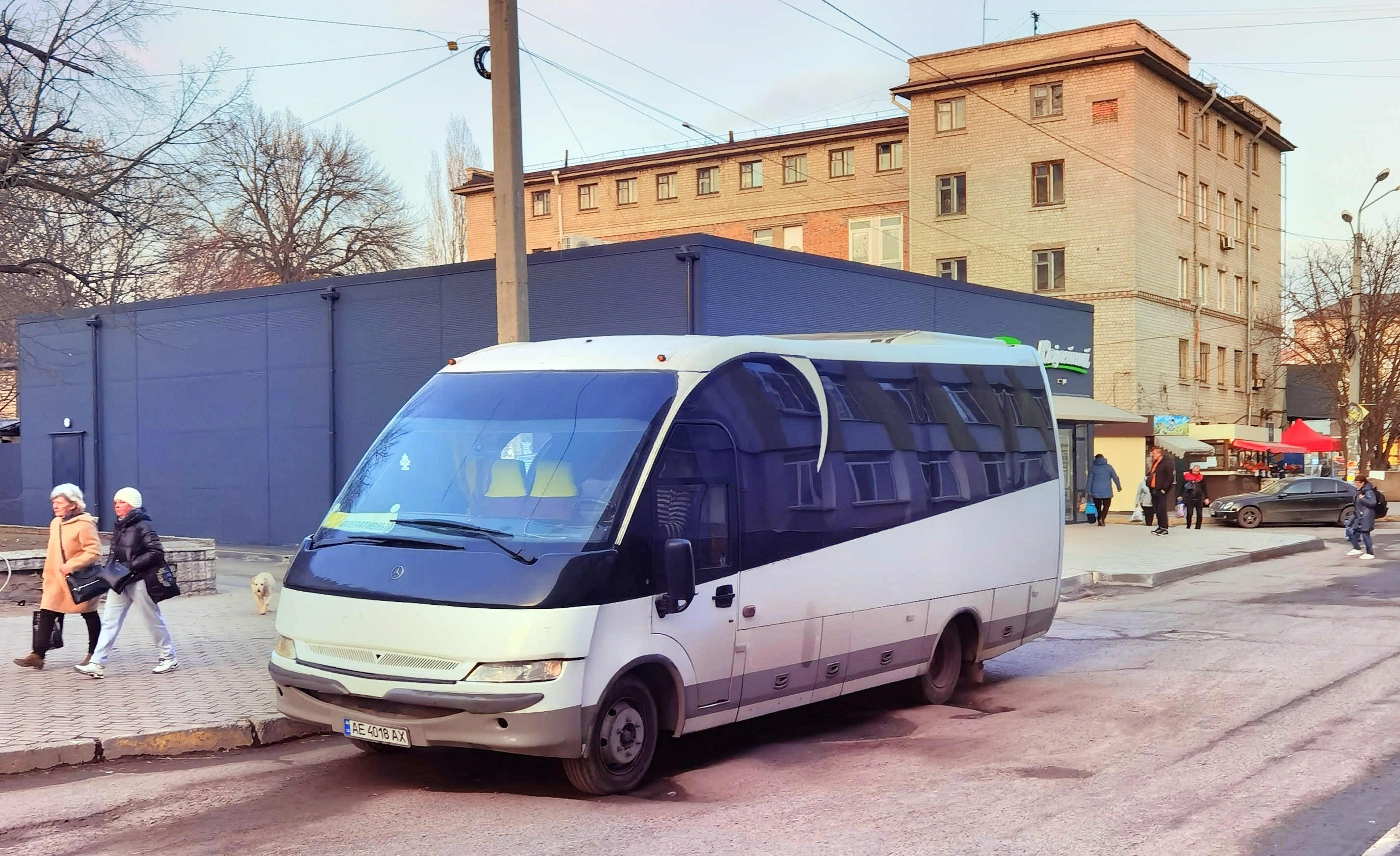
Indicar Mago 2 в Дніпрі

- Cytios — міський мікроавтобус на базі Mercedes-Benz Sprinter
- Mago 2 — мідібус на базі Iveco CC100 до 32 місць
- Mago 2 Cabrio — Мідібус з відкритим верхом на базі Iveco CC100 до 34 місць
- Mobi — мідібус на базі Iveco CC100 до 33 місць, також доступний у версіях Urban та Low Entry
- Next L8 — Мідібус на базі шасі Mercedes-Benz Atego або Iveco CC100, місткістю до 33 місць
- Next L9 — Мідібус на базі MAN N14 або Iveco CC150 до 37 місць
- Next L10 — мідібус на базі Iveco CC150 до 41 місця
- Strada — мікроавтобус на базі Iveco Daily або Mercedes-Benz Sprinter
- Wing — мікроавтобус на базі Iveco Daily 70C до 28 місць